# Egon Berger-Waldenegg
Egon Berger-Waldenegg (bis 1919 Egon Freiherr Berger von Waldenegg) (* 14. Februar 1880 in Wien, Österreich-Ungarn; † 12. September 1960 in Graz) war ein österreichischer Jurist, Politiker und Gutsbesitzer.

## Politische Laufbahn
Berger-Waldenegg studierte Staats- und Wirtschaftswissenschaften in Wien. Nach der Promotion arbeitete er ab 1902 bei der Niederösterreichischen Statthalterei, zwischen 1907 und 1918 war er (mit Kriegsunterbrechung in den Jahren 1914–1916) im Außenministerium beschäftigt. 1929 trat er dem Steirischen Heimatschutz bei. Zwei Jahre darauf nahm er am Pfrimer-Putsch teil und schloss sich danach der Heimwehrbewegung Ernst Rüdiger Starhembergs an. Im Jahr 1934, nach dem Staatsstreich und der Errichtung des austrofaschistischen Ständestaats unter Engelbert Dollfuß, wurde er Landeshauptmannstellvertreter der Steiermark.
Am 10. Juli 1934 erfolgte die Ernennung zum Justizminister, dieses Amt nahm er bis Oktober 1935 wahr. Am 25. Juli 1934 wurde der Heimatschutz in ganz Österreich gegen die Nationalsozialisten mobilisiert. Vom 30. Juli 1934 bis zum 14. Mai 1936 war Berger-Waldenegg in der Regierung von Bundeskanzler Kurt Schuschnigg Außenminister und von 1936 bis 1938 österreichischer Gesandter in Rom, er blieb nach dem Anschluss Österreichs in Italien und wurde mit Familie italienischer Staatsbürger unter dem Namen Egone Berger de Waldenegg. Von 1938 bis 1940 arbeitete er für eine Versicherungsgesellschaft in Triest und lebte anschließend wieder in Rom. Dort gründete er 1944 das Österreich-Büro und kehrte 1948 als Privatperson nach Österreich zurück.
Am 30. Mai 1937 war er Gründungsmitglied der K.Ö.L. Ferdinandea zu Graz im KÖL.